# Lisandro López (Fußballspieler, 1983)
Lisandro López (* 2. März 1983 in Buenos Aires) ist ein ehemaliger argentinischer Fußballspieler auf der Position eines Stürmers, der zuletzt bei CA Sarmiento unter Vertrag stand.

## Biografie
Nachdem er 2003 von der Jugendmannschaft seines Vereins Racing Club Avellaneda in den Profikader wechselte, etablierte er sich dort sofort als Stammspieler und erzielte viele Tore für seinen Klub. Das weckte das Interesse des FC Porto, der ihn im Juli 2005 für umgerechnet 3,85 Millionen Euro verpflichtete. Mit Porto gewann López vier aufeinanderfolgende Jahre (2005/06 bis 2008/09) den portugiesischen Meistertitel. In der Saison 2007/08 war er mit 24 Treffern portugiesischer Torschützenkönig.
Im Juli 2009 wechselte López für 24 Millionen Euro zu Olympique Lyon. In Frankreich wurde er bereits nach seiner ersten Saison zum Ligue 1-Spieler des Jahres gewählt.
Im Sommer 2013 wechselte er von Lyon zum siebenmaligen katarischen Meister al-Gharafa aus Doha. Hier spielte López zwei Jahre, ehe er 2015 nach einer Zwischenstation bei SC Internacional in Brasilien zu seinem Jugendverein Racing Club Avellaneda zurückkehrte. In der Saison 2018/19 wurde er mit dem Klub argentinischer Meister und erzielte 17 Tore in 24 Einsätzen. 2021 wechselte er kurzzeitig zu Atlanta United in die USA, ehe er nach nur wenigen Monaten wieder zu Racing zurückkehrte.
Zum Jahresanfang 2022 wechselte der 38-jährige López innerhalb Argentiniens zum Erstligisten CA Sarmiento. Im Dezember 2024 beendete er seine Karriere.

## Erfolge

### Vereinstitel
- Portugiesischer Meister: 2006, 2007, 2008, 2009
- Portugiesischer Pokalsieger: 2006, 2009
- Portugiesischer Supercupsieger: 2006
- Argentinischer Meister: 2019

### Auszeichnungen
- Torschützenkönig in der argentinischen Primera División: 2005
- Torschützenkönig in der portugiesischen SuperLiga: 2008
- Fußballer des Jahres von Portugal: 2008
- Ligue 1-Spieler des Jahres: 2010
- Spieler des Monats der Ligue 1: August 2009